# Gebroeders Znamensky Memorial
De Gebroeders Znamensky Memorial (Russisch: Мемориал братьев Знаменских, Memorial bratijev Znamenskikh) of kortweg de Znamensky Memorial is een internationaal atletiekevenement dat wordt gehouden in het Meteorstadion in Zjoekovski (Rusland), vlak bij Moskou. De wedstrijd behoorde in 2010 en 2011 tot de IAAF World Challenge, het atletiekcircuit onder de Diamond League.

## Geschiedenis
De eerste editie van de Znamensky Memorial werd georganiseerd in 1958. De wedstrijd is opgericht ter herinnering aan Georgy Znamensky en Serafim Znamensky, twee broers die in de jaren dertig van de 20e eeuw veelvuldig Sovjetkampioen werden en lange tijd nationale records in handen hadden op de lange afstanden. Zij overleden respectievelijk in 1942 en 1946. In 1948 en 1949 werden er al twee wedstrijden gehouden ten behoeve van de gebroeders Znamensky. Die wedstrijden kenden alleen een 1500- en 5000 meterrace. In 1958 werd dit een jaarlijkse wedstrijd.
De Znamensky Memorial bestaat uit twee dagen. Het eerste deel, op de eerste dag, bestaat uit tien onderdelen voor Russische atleten. Het tweede deel bestaat uit zestien onderdelen en kent een internationaal deelnemersveld. De Znamensky Memorial is op veel verschillende locaties gehouden. Vanaf het moment dat het Meteor Stadion was afgebouwd vond de wedstrijd in dat stadion plaats.
De Znamensky Memorial behoorde sinds 2000 tot de IAAF Grand Prix-wedstrijden. Later werd die status opgeheven, er konden echter nog wel punten worden verzameld voor de wereldatletiekfinale. In 2010 werd met oog op de wereldkampioenschappen in 2013, die werden gehouden in Moskou, de Znamensky Memorial onderdeel van de IAAF World Challenge. Om diezelfde reden verving de Moskou Challenge in 2012 de plek van de Znamensky Memorial in de IAAF World Challenge.

## Meetingrecords
| Onderdeel            | Prestatie | Atleet                | Nationaliteit | Jaar         |
| -------------------- | --------- | --------------------- | ------------- | ------------ |
| 100 m                | 10,03 s   | Viktor Bryzhin        | URS           | 1986         |
| 100 m                | 10,03 s   | Olapade Adeniken      | NGR           | 1996         |
| 200 m                | 20,20 s   | Robson da Silva       | BRA           | 1987         |
| 400 m                | 45,04 s   | Donald Sanford        | ISR           | 19 juli 2015 |
| 800 m                | 1.43,76   | Amine Laalou          | MAR           | 2010         |
| 1500 m               | 3.33,22   | Noureddine Morceli    | ALG           | 1996         |
| 3000 m               | 7.37,67   | Daniel Komen          | KEN           | 1997         |
| 5000 m               | 13.17,48  | Leonard Patrick Komon | KEN           | 2008         |
| 10000 m              | 27.58,35  | Wodajo Bulti          | ETH           | 1988         |
| 110 m horden         | 13,20 s   | Aleksandr Markin      | URS           | 1988         |
| 400 m horden         | 48,08 s   | Derrick Adkins        | USA           | 1995         |
| 3000 m steeplechase  | 8.10,59   | Roba Gary             | ETH           | 2010         |
| hoogspringen         | 2,33 m    | Andrej Silnov         | RUS           | 2010         |
| polsstokhoogspringen | 5,91 m    | Jevgeni Loekjanenko   | RUS           | 2008         |
| verspringen          | 8,40 m    | Jaime Jefferson       | CUB           | 1987         |
| verspringen          | 8,40 m    | Robert Emmijan        | URS           | 1987         |
| hink-stap-springen   | 17,78 m   | Nikolay Musiyenko     | URS           | 1986         |
| kogelstoten          | 21,79 m   | Sergey Smirnov        | URS           | 1986         |
| discuswerpen         | 68,06 m   | Lars Riedel           | GER           | 1995         |
| kogelslingeren       | 84,58 m   | Joeri Sedych          | URS           | 1986         |
| speerwerpen          | 88,90 m   | Aleksandr Ivanov      | RUS           | 2003         |

| Onderdeel            | Prestatie | Atlete                    | Nationaliteit | Jaar         |
| -------------------- | --------- | ------------------------- | ------------- | ------------ |
| 100 m                | 10,92 s   | Anelia Nuneva             | BUL           | 1987         |
| 100 m                | 10,92 s   | Merlene Ottey             | JAM           | 1996         |
| 200 m                | 22,45 s   | Natalya Bochina           | URS           | 1980         |
| 400 m                | 49,79 s   | Aelita Yurchenko          | URS           | 1988         |
| 800 m                | 1.55,10   | Olga Minejeva             | URS           | 1980         |
| 1500 m               | 3.55,00   | Tatjana Kazankina         | URS           | 1980         |
| 3000 m               | 8.34,35   | Tatyana Pozdnyakova       | URS           | 1984         |
| 5000 m               | 15.12,62  | Irina Bondarchuk          | URS           | 1982         |
| 10000 m              | 31.56,66  | Svetlana Guskova          | URS           | 1986         |
| 100 m horden         | 12,48 s   | Natalya Grigoryeva        | URS           | 1988         |
| 400 m horden         | 53,10 s   | Joelia Petsjonkina        | RUS           | 2002         |
| 3000 m steeplechase  | 9.14,37   | Goelnara Samitova-Galkina | RUS           | 2007         |
| hoogspringen         | 2,03 m    | Blanka Vlasic             | CRO           | 2008         |
| polsstokhoogspringen | 4,50 m    | Jelena Isinbajeva         | RUS           | 2002         |
| polsstokhoogspringen | 4,50 m    | Tatyana Polnova           | RUS           | 2003         |
| polsstokhoogspringen | 4,50 m    | Anastasiya Savchenko      | RUS           | 30 juni 2013 |
| verspringen          | 7,52 m    | Galina Tsjistjakova       | URS           | 1988         |
| hink-stap-springen   | 14,95 m   | Inessa Kravets            | URS           | 1991         |
| kogelstoten          | 22,63 m   | Natalja Lisovskaja        | URS           | 1987         |
| discuswerpen         | 71,58 m   | Ellina Zvereva            | URS           | 1988         |
| kogelslingeren       | 77,41 m   | Tatjana Lysenko           | RUS           | 2006         |
| speerwerpen          | 64,49 m   | Valeria Zabruskova        | RUS           | 2003         |